# Paul Philipp
Paul Philipp (Dommeldange, 21 d'octubre de 1950) és un dirigent esportiu, exjugador i exentrenador de futbol luxemburguès. Actualment és el President de la Federació Luxemburguesa de Futbol.

## Biografia
Nascut a Dommeldange, un dels barris de Ciutat de Luxemburg, el 21 d'octubre de 1950, Philipp va iniciar la seva carrera futbolística jugant per l'Avenir Beggen luxemburguès, abans de marxar a Bèlgica per jugar amb 3 equips diferents en 13 temporades. Abans de retirar-se va tornar a l'Avenir.
Paul Philipp també va jugar amb la Selecció de Luxemburg, amb la qual va debutar el 1968. Al llarg de la seva carrera disputaria 54 partits, aconseguint marcar 4 gols. Va jugar 17 partits de classificació per a la Copa del Món.
Després de la seva retirada, Philipp va dirigir la selecció luxemburguesa, entre els anys 1985 i 2001. Durant aquest període la selecció va aconseguir guanyar tres partits, tots ells en la classificació pel Campionat d'Europa de 1996.

## Palmarès (com a jugador)
- Lliga luxemburguesa de futbol: 2

1969, 1984
- Copa luxemburguesa de futbol: 1

1984